# Сяялик, Лейла
Лейла Сяялик (эст. Leila Säälik; род. 4 декабря 1941, Таллин) — эстонская актриса театра и кино. Народная артистка Эстонской ССР (1986).

## Биография
Родилась в 1941 году в Таллине. Отец — токарь, мать — швея.
В 1963 году окончила училище культпросветработы в Вильянди.
В 1962—2008 годах — на протяжении 45 лет — актриса театра «Угала» в Вильянди.
Участвовала в театральных радиопостановках, снималась в кино.
В настоящее время она проживает в Абджа-Палуодже в округе Вильянди.

## Фильмография
- 1970 — Берег ветров — Анетте — главная роль
- 1972 — Сойти на берег — Рээт — главная роль
- 1990 — Служанка (к/м) — госпожа Риннус
- 2006 — Визит старой дамы / Vana daami visiit (Эстония) — Матильда Илл
- 2007 — Класс / Klass (Эстония) — бабушка Каспара

## Звания и награды
- Заслуженная артистка Эстонской ССР (1974)
- Народная артистка Эстонской ССР (1986)
- Эстонская театральная премия за лучшую женскую роль (2003)
- Орден Белой звезды IV степени (2011)